# دالي كيربي
دالي كيربي هو سياسي كندي، ولد في 19 مايو 1971 في كندا. حزبياً، نشط في Newfoundland and Labrador New Democratic Party ‏.